# Торомон, Такенибея
Такенибея Торомон (англ. Takenibeia Toromon, род. 29 января 1992) — кирибатийский тяжелоатлет. Чемпион Океании 2012 года, серебряный призёр чемпионата Океании 2014 года, бронзовый призёр Тихоокеанских игр 2011 года, чемпион Тихоокеанских мини-игр 2013 года, бронзовый призёр Южнотихоокеанских мини-игр 2009 года.

## Биография
Такенибея Торомон родился 29 января 1992 года.
В 2011 году стал бронзовым призёром Тихоокеанских игр в Нумеа. Выступая в весовой категории до 77 кг, поднял в сумме двоеборья 269 кг, показав лучший результат в рывке (121 кг) и третий в толчке (148 кг). Торомон уступил 3 кг завоевавшему золото Финау Иланиуме из Тонга.
Дважды участвовал в Играх Содружества, выступая в весовой категории до 69 кг. В 2010 году в Дели занял 11-е место с результатом 245 (110+135) кг, в 2014 году в Глазго — также 11-е место, подняв 260 (115+145) кг.
В юниорских чемпионатах Океании стал серебряным призёром в 2010 году, завоевал золото в 2012 году. В 2012 году стал чемпионом Океании, в 2014 году выиграл серебро.
Дважды был призёром Тихоокеанских мини-игр: в 2009 году завоевал бронзу, в 2013 году — золото.